# ذرية تشاكي
ذرية تشاكي (بالإنجليزية: Seed of Chucky)‏ هو الفيلم الخامس من سلسلة أفلام الرعب الدمية القاتلة. تقوم هوليوود بإنتاج فيلم عن جرائم القتل التي قام بها تشوكي (براد دوريف) وتيفاني (جينيفر تيلي)، ولكن ابنهما جلين (بيلي بويد) يتوجه إلى هوليوود ويقوم بإحياء والديه ولا يعلم كم هما شريران، حيث يبدآن بسلسلة جرائم قتل جديدة. .

## وصلات خارجية
- ذرية تشاكي على موقع IMDb (الإنجليزية)
- ذرية تشاكي على موقع ميتاكريتيك (الإنجليزية)
- ذرية تشاكي على موقع روتن توميتوز (الإنجليزية)
- ذرية تشاكي على موقع نتفليكس (الإنجليزية)
- ذرية تشاكي على موقع قاعدة بيانات الأفلام العربية
- ذرية تشاكي على موقع ألو سيني (الفرنسية)
- ذرية تشاكي على موقع Turner Classic Movies (الإنجليزية)
- ذرية تشاكي على موقع أول موفي (الإنجليزية)
- ذرية تشاكي على موقع بوكس أوفيس موجو (الإنجليزية)
- ذرية تشاكي على موقع فيلمافينيتي (الإسبانية)

1. ↑  وصلة مرجع: http://www.imdb.com/title/tt0387575/. الوصول: 18 مايو 2016.
2. ↑  وصلة مرجع: http://www.metacritic.com/movie/seed-of-chucky. الوصول: 18 مايو 2016.
3. ↑  وصلة مرجع: https://www.siamzone.com/movie/m/2709. الوصول: 18 مايو 2016.